# Božena Srncová
Božena Srncová (* 11. Juni 1925 in Prag; † 30. November 1997 ebenda) war eine tschechoslowakische Gerätturnerin.

## Karriere
Bei den Olympischen Spielen 1948 in London gewann Srncová gemeinsam mit Zdeňka Honsová, Marie Kovářová, Miloslava Misáková, Milena Müllerová, Věra Růžičková, Olga Šilhánová und Zdeňka Veřmířovská die Goldmedaille im Mannschaftsmehrkampf vor den Ungarinnen und der Riege aus den Vereinigten Staaten. Posthum wurde auch Eliška Misáková die Medaille zuerkannt. Einzelwettbewerbe wurden 1948 nicht ausgetragen.
Vier Jahre später war Božena Srncová die einzige Olympiasiegerin von 1948 in der tschechoslowakischen Riege bei den Olympischen Spielen 1952 in Helsinki. Die Riege mit Hana Bobková, Alena Chadimová, Jana Rabasová, Alena Reichová, Matylda Šínová, Božena Srncová, Věra Vančurová und Eva Vechtová gewann in der Mannschaftswertung Bronze hinter der Mannschaft aus der Sowjetunion und den Ungarinnen. Im Einzel-Mehrkampf belegte Božena Srncová den 22. Platz. An den Geräten war ihre beste Platzierung der 20. Platz am Stufenbarren. In der Gymnastik-Mannschaftswertung belegte die Riege aus der Tschechoslowakei den sechsten Platz.